# Batalla de Basing
La batalla de Basing fue un conflicto militar entre las fuerzas sajonas de Etelredo I de Wessex y las fuerzas danesas de invasión vikingas el 22 de enero de 871 en Old Basing, actualmente Hampshire.
Los daneses habían establecido un nuevo asentamiento en Reading, las precedentes afrentas bélicas no habían servido para intimidar a ninguno de los contendientes ya que los resultados habían sido indecisivos con triunfos y derrotas por ambas partes en la batalla de Englefield, Reading y Ashdown.
Dos semanas más tarde de la victoria sajona en Ashdown, los ejércitos se enfrentan de nuevo en Basing, aunque en esta ocasión las fuerzas sajonas fueron vencidas por los vikingos aunque de nuevo no fue un resultado decisivo. Un mes más tarde, los sajones tuvieron su oportunidad venciendo en batalla de Marton, donde murió el rey Etelredo y le sucedió en el trono Alfredo el Grande.